# Matthew Robbins
Pour les articles homonymes, voir Robbins.
Matthew Robbins est un scénariste et réalisateur américain, occasionnellement producteur et acteur.

## Filmographie

### Cinéma

#### Scénariste
- 1971 : THX 1138 (non crédité)
- 1974 : Sugarland Express
- 1976 : Bingo
- 1977 : Rencontres du troisième type (non crédité)
- 1977 : MacArthur, le général rebelle
- 1978 : Corvette Summer
- 1981 : Le Dragon du lac de feu
- 1985 : Contact mortel
- 1987 : Miracle sur la 8e rue
- 1997 : Mimic
- 2007 : Blood Brother (en)
- 2009 : Le Concert
- 2011 : Don't Be Afraid of the Dark
- 2011 : 7 Khoon Maaf
- 2013 : Ek Thi Daayan (en)
- 2015 : Crimson Peak de Guillermo del Toro (avec Guillermo del Toro et Lucinda Coxon)
- 2022 : Pinocchio de Guillermo del Toro et Mark Gustafson

Réalisateur
- 1978 : Corvette Summer
- 1981 : Le Dragon du lac de feu
- 1985 : The Legend of Billie Jean
- 1987 : Miracle sur la 8e rue
- 1991 : Bingo

Assistant réalisateur
- 1977 : Rencontres du troisième type

Producteur
- 1985 : Contact mortel

Acteur
- 1971 : THX 1138 (non crédité)
- 1977 : Rencontres du troisième type

### Télévision
Réalisateur
- 1985 : Histoires fantastiques (1 épisode)

## Distinctions
Récompenses
- Festival de Cannes :
  - Prix du scénario 1974 (Sugarland Express)

Nominations
- Saturn Award :
  - Saturn Award du meilleur scénario 1998 (Mimic)
- Prix Hugo :
  - Meilleur film 1982 (Le Dragon du lac de feu)
- Writers Guild of America Awards :
  - Meilleur scénario original 1975 (Sugarland Express)
  - Meilleur scénario adapté 1977 (Bingo)